# 臨床心理士 (テレビドラマ)
『臨床心理士』（りんしょうしんりし）は、2000年から2002年まで日本テレビ系「火曜サスペンス劇場」枠で放送されたテレビドラマ（2時間ドラマ）のシリーズ。全7作。主演は坂口良子。全作の平均視聴率が16%超（ビデオリサーチ社調べ）を記録した。2021年4月30日に放送20周年を記念してTCエンタテインメントからDVDが発売される。

## 概要
敏腕臨床心理士・松波百合が、カウンセリングを通して様々な事件の解決に挑む。

## キャスト

### レギュラー
- 松波百合（臨床心理士） - 坂口良子
- 滝田元（警視庁深川東署捜査一課刑事） - 梨本謙次郎
- 浦辺朋子（看護師） - 真瀬樹里
- 山田鈴子（看護師） - 田代恭子
- 松波大介（百合の息子） - 三田怜
- 南条早苗（精神科医） - 藤田朋子（第5作 - 第7作）
- 柳本徹（聖パウロ記念病院精神科医） - 小野武彦（第1作 - 第4作）
- 中村八重子（百合の母親） - 野際陽子

### ゲスト
第1作（2000年）
- 桂木悦子 - 菊池麻衣子
- 桂木志保 - 加賀まりこ
- 桂木忠男 - 牧村泉三郎
- 神谷吾郎 - 新納敏正
- 中野秀生 - 宮内大

第2作（2000年）
- 緒方民子 - 左時枝
- 常盤繁雄 - 石倉三郎
- 高橋智哉 - 川岡大次郎
- 佐川耕平 - 井上博一
- 牛山健治 - 渡辺哲

第3作（2001年）
- 島崎千尋 - 川上麻衣子
- 島崎美幸 - 高橋かおり
- 島崎菊恵 - 野川由美子
- 川上栄治 - 平泉成
- 八木沢義弘 - 中丸新将
- 満子 - 石井トミコ
- 島崎 - 小池榮
- 加寿子 - 増子倭文江
- 町の男 - 有薗芳記
- 婦長 - 阪上和子
- 後藤保 - 青島健介

第4作（2001年）
- 山崎弓枝 - 丘みつ子
- 山崎良彦 - 佐戸井けん太
- 山崎光男 - 沢木哲
- 小宮山敏子 - 新藤恵美
- 小宮山聡 - 水橋研二
- 渡辺 - 丸岡奨詞
- 小沢刑事 - 冷泉公裕
- 石川刑事 - 清水邦彦
- 織物工場社長 - 鶴田忍
- 村田真紀子 - 洞口依子

第5作（2002年）
- 上原律子 - 未來貴子
- 上原奈月 - 前田亜季
- 上原秀明 - 羽場裕一
- 根元直美 - 水島かおり
- 三好刑事 - 大和武士
- 牛島本部長 - 森下哲夫
- 沢井妙子 - 原知佐子
- 遠山テル - 藤田弓子

第6作（2002年）
- 中尾和子 - 渡辺梓
- 香田真純 - 中島ひろ子
- 香田晴紀 - 四方堂亘
- 香田俊江 - 三條美紀
- 三浦千佳 - 渡辺典子
- 三浦正人 - 中西良太
- 三浦美保 - 吉谷彩子
- 西島郁夫 - モロ師岡
- 的場刑事 - 村井克行
- 日野佐代子 - 朝加真由美

第7作（2002年）
- 福山郁子 - 中田喜子
- 福山啓一 - 津嘉山正種
- 福山美佳 - 邑野未亜
- 松岡瑞江 - 萩尾みどり
- 大橋敏明 - 武野功雄
- タクシー運転手 - 掛田誠
- 久永刑事 - 加藤満
- 西村勇治 - すまけい

## 放映リスト
| 話数 | 放送日         | サブタイトル                                                               | 脚本                | 監督     | 平均視聴率 |
| ---- | -------------- | -------------------------------------------------------------------------- | ------------------- | -------- | ---------- |
| 1    | 2000年05月02日 | お母さんがオンナになった… のぞき見た少女を狂わせる血色の夕焼け             | 坂上かつえ 真部千晶 | 猪崎宣昭 | 17.1%      |
| 2    | 12月05日       | 誘拐犯が死んで、失踪した人質は5歳… 血の子守唄に夜ごと震える15年目の殺人者  | 坂上かつえ          | 猪崎宣昭 | 18.0%      |
| 3    | 2001年05月29日 | 母の血色の心が招いた密室殺人… 美人姉妹の昼と夜の顔を知り過ぎた男           | 坂上かつえ          | 猪崎宣昭 | 17.1%      |
| 4    | 10月16日       | 血まみれの母と金髪の息子の心を引き裂く第三の血液型 禁じられた子守歌の秘密! | いずみ玲 当摩寿史   | 当摩寿史 | 15.1%      |
| 5    | 2002年01月22日 | 破壊家族に仕掛けられた頭文字Nの罠 父の不倫相手を箱庭に埋める万引き娘       | 坂上かつえ          | 猪崎宣昭 | 19.0%      |
| 6    | 7月16日        | 虐待イジメ過食症 保健室の友情と無邪気な自殺ごっこが招いた12年前の正当防衛  | 佐藤茂              | 猪崎宣昭 | 13.9%      |
| 7    | 11月26日       | 子捨て母がすすり泣く命を削る音色 血染めの押収ビデオが暴く熱血教師の裏の顔  | 坂上かつえ 真部千晶 | 猪崎宣昭 | 14.8%      |

※視聴率はビデオリサーチ調べ、関東地区・世帯